# Sinotibetanska språk

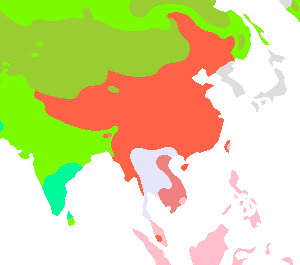
De områden där sinotibetanska språk talas visas i rött.

De sinotibetanska språken  utgör en språkfamilj som består av de sinitiska språken (kinesiska) och de tibetoburmanska språken, och omfattar cirka 250 språk som talas i Östasien av fler än en miljard talare. Ingen annan språkfamilj utom de indoeuropeiska språken har fler talare.
Många av de mer kända sinotibetanska språken är tonspråk. Dock kan ton som distinktivt drag i ett språk utvecklas snabbt, och är vanligen att betrakta som ett arealt drag och är därför en dålig indikator på genetisk släktskap mellan språk. Till exempel är Lhasa-tibetanska ett tonspråk, medan andra tibetanska dialekter inte är det. Flera existerande rekonstruktioner kräver inte heller att man rekonstruerar ton som ett särdrag för fornkinesiska. Ton verkar ha utvecklats för att kompensera för förluster av distinktion mellan konsonanter. 

## Språkfamiljens giltighet
Några få forskare, som Christopher I. Beckwith och Roy A. Miller, ifrågasätter om de sinitiska språken verkligen är besläktade med de tibetoburmanska. De hänvisar då till en potentiell brist på regelbundna ljudöverensstämmelser. Men det finns alltmer material tillgängligt som visar på sådana regelbundna motsvarigheter, bland annat arbete av sådana forskare som W. South Coblin, Graham Thurgood, James Matisoff och Gong Hwang-cherng. Så medan den genetiska enheten hos den sinotibetanska språkfamiljen inte ännu är lika väl belagd som hos de indoeuropeiska språken, och det ännu inte gjorts någon rekonstruktion av proto-sinotibetanska som hela forskarsamfundet kunnat ställa sig bakom, finns det likväl mycket som talar för att sinotibetanska språk är en giltig språkfamilj. 
Även de andra tonspråken i Östasien, språkfamiljerna tai-kadai och hmong-mien räknas ibland till sinotibetanska språk. Här finns en klar skiljelinje mellan västerländsk forskartradition, där denna åsikt länge ansetts felaktig, och kinesisk forskartradition, där dessa språkfamiljer rutinmässigt räknas till de sinotibetanska språken. Enligt västerländsk forskartradition beror likheterna mellan språkfamiljerna i stället på lån och areala drag.

## Indelning
James Matisoffs allmänt accepterade indelning är enligt följande:
Sinotibetanska språk (Matisoff)
- Sinitiska språk
  - Mandarin
    - Standardkinesiska
    - Jin

  - Wu
    - Shanghainesiska
    - Hui

  - Kantonesiska
    - Pinghua

  - Min
    - Taiwanesiska

  - Xiang
  - Hakka
  - Gan
- Tibetoburmanska språk
  - Kamarupan
    - Kuki-Chin-Naga
    - Abor-Miri-Dafla
    - Bodo-Garo

  - Himalajiska språk
    - Maha-Kiranti (omfattar bhasa, magar, rai)
    - Tibeto-Kinauri (omfattar tibetanska, lepcha)

  - Qiangspråk
  - Jingpho-Nung-Lu-språk
    - Kachinspråk (Jingpho)
    - Nungspråk
    - Luspråk

  - Yipho-burmanska språk-Naxi
  - Karenspråk
  - Baispråk

Inte alla "grenar" av Matisoffs indelning skall förstås som genealogiska noder. Till exempel hävdar inte Matisoff att familjerna i grenarna kamarupan och himalajiska språk har någon annan relation till varandra än deras geografiska utbredning. Dessa grupperingar är avsedda som praktiska kategorier i avvaktan på mer kunskap och mer detaljerat komparativt arbete.
Liksom Matisoff medger George van Driem att "kuki-naga-språkens" (kuki, mizo, meithei, med flera) förhållanden, både vad gäller deras inbördes relation och deras relation till övriga tibetoburmanska språk, är oklara. Däremot föredrar van Driem att lämna dem okategoriserade snarare än att göra en gruppering baserad på geografisk utbredning.
Vissa lingvister, mest tydligt van Driem, har föreslagit att kinesiska fått sin traditionellt privilegierade roll i Matisoffs indelning baserat mer på kulturella än lingvistiska kriterier. På samma sätt som semitiska språk en gång ansågs som en huvudavdelning av en hamito-semitisk språkfamilj och senare degraderades till en underavdelning av afroasiatiska språk, så finns det numera föreslagna indelningar där de sinitiska språken anses som en underavdelning av tibetoburmanska språk. 
Van Driems indelning är typisk för denna åsiktsriktning: 
Tibetoburmanska språk (van Driem)
- Brahmaputran
  - Dhimal
  - Bodo-Koch (omfattar tripuri, garo)
  - Konyak (omfattar nocte)
  - Kachinspråk (omfattar jingpho)
- Sydliga tibetoburmanska språk
  - Yipho-burmanska språk
  - Karenspråk
- Sinobodiska språk
  - Sinitiska språk
  - Bodo-himalajiska (omfattar tibetanska)
  - Kirantispråk
  - Tamangspråk
  - (flera isolerade språk inom sinobodiska språk)
- ett antal andra små familjer och isolerade språk som huvudgrenar ut från de tibetoburmanska språken, som (nepalesisk bhasa, qiang, nung, magar, med flera.

Kärnan av denna modell brukar kallas för den sinobodiska hypotesen då den föreslår att kinesiskans närmaste släktingar är de bodiska språken som tibetanska.

## Sinobodiska språk
Förespråkarna av den sinobodiska hypotesen förlitar sig på två huvudsakliga faktorer som de menar visar på att sinitiska och bodiska språk har en särskild relation. För det första finns det ett antal paralleller mellan fornkinesiskans morfologi och den som återfinns i de moderna bodiska språken. För det andra finns det en imponerande mängd rotbesläktade ord (kognater) mellan de sinitiska och de bodiska språken.
Motståndarna till den sinobodiska hypotesen anger följande två motargument. För det första påpekar de att förekomsten av delat lexikalt material enbart tjänar till att påvisa att det faktiskt finns släktskap mellan språken eller språkgrupperna, inte detta släktskaps närhet. Medan det är sant att vissa av de uppsättningar av rotbesläktade ord som förespråkarna för den sinobodiska hypotesen presenterar enbart förekommer inom de sinitiska och de bodiska språken, så återfinns andra i många andra språkfamiljer inom tibetoburmanska språk, och kan därmed inte användas för att påvisa något särskilt släktskap mellan sinitiska och bodiska språk.
För det andra framförs den rekonstruktion av proto-tibetoburmanska som grundlagts av Paul Benedict och som förfinats av senare forskare. Denna var i hög grad baserad på skriven tibetanska, skriven burmesiska, mizo (lushai) och jingpho (kachin). Från de rekonstruerade formerna kan de moderna reflexerna av dessa i de nämnda språken samt många andra tibetoburmanska språk erhållas genom tillämpning av regelbundna ljudlagar. Om de sinitiska språken hade varit särskilt nära släkt med bodiska språk, och därmed till skriven tibetanska, så skulle en rekonstruktion som korrekt tog hänsyn till både tibetanska och språk utanför bodiska språk (som mizo och jingpho) också kunna användas för att generera de moderna reflexerna av de sinitiska språken genom regelbundna ljudlagar. Men det går inte att utifrån dessa rekonstruktioner nå fram till de moderna kinesiska reflexerna. Av denna anledning anser de flesta forskare fortfarande att sinobodiska inte är en giltig gruppering.

## Gemensamma sinotibetanska ordrötter
| Rot     | Betydelse     | Härledda ord |
| ------- | ------------- | --- |
| *ŋa     | jag, mig, min | fornkinesiska *ŋa (standardkinesiska wǒ, kantonesiska ŋo) (burmesiska [ŋà])                                                    |
| *nei    | du, din       | fornkinesiska *ni (standardkinesiska nǐ, kantonesiska lei ~ nei) (burmesiska [nìn] or [nèɪn])                                  |
| *k-tʲik | ett           | klassisk tibetanska *gchig (tibetanska chig), proto-karen *tək (wewaw tä, pho ka, paku tøʔ) (burmesiska [tiʔ])                 |
| *k-nʰis | två           | fornkinesiska *nʲis (standardkinesiska èr, kantonesiska yi), prototibetanska *g-nis (tibetanska nyee) (burmesiska: [n̥iʔ])      |
| *k-sum  | tre           | fornkinesiska *sum (standardkinesiska sān, kantonesiska saam), prototibetanska *g-sum (tibetanska sum) (burmesiska: [θòʊn])    |
| *p-lei  | fyra          | fornkinesiska *slʲiy (standardkinesiska sì, kantonesiska sei), prototibetanska *b-liy (tibetanska zhi) (burmesiska: [lè])      |
| *p-ŋa   | fem           | fornkinesiska *ŋaʔ (standardkinesiska wǔ, kantonesiska ŋ), prototibetanska *l-ŋʲa (tibetanska ŋa) (burmesiska: [ŋá])           |
| *t-ruk  | sex           | fornkinesiska *Crʲuk (standardkinesiska liù, kantonesiska lok), prototibetanska *d-ruk (tibetanska dug) (burmesiska: [tʃʰaʊʔ]) |
| *s-nyat | sju           | fornkinesiska *čʲit (standardkinesiska qī, kantonesiska chat), prototibetanska *s-nis (Tamang nis) (burmesiska: [kʰṵ n̥iʔ])     |
| *p-ʁyat | åtta          | fornkinesiska *pret (standardkinesiska bā, kantonesiska baat), prototibetanska *b-r-gʲat (tibetanska gyey) (burmesiska: [ʃiʔ]) |
| *p-ku   | nio           | fornkinesiska *kʷjuʔ (standardkinesiska jiǔ, kantonesiska gao), prototibetanska *d-kuw (tibetanska gu) (burmesiska: [kóʊ])     |
| *p-cip  | tio           | fornkinesiska *gʲip (standardkinesiska shí, kantonesiska sap), prototibetanska *ci (tibetanska chu) (burmesiska: [sʰɛ̀])        |